# Sierra de Ganguren

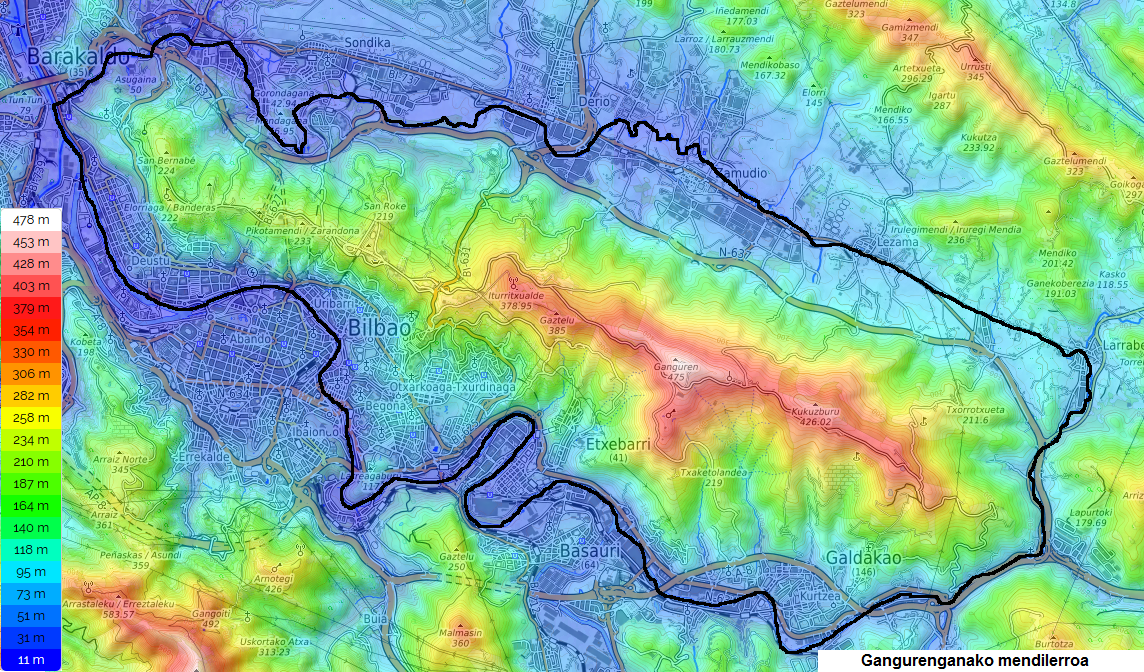
Mapa topográfico de la sierra de Ganguren

La sierra de Ganguren es una sierra ubicada en Vizcaya. Su punto más alto es el monte Ganguren, con 477 metros.

## Montañas
1. Ganguren, 477 m[1]  43°15′38″N 2°51′57″O / 43.2605155, -2.8657889
2. Kuskuburu, 426 m  43°15′18″N 2°50′31″O / 43.254974, -2.8418638
3. Iturritxualde, 382 m  43°16′11″N 2°53′35″O / 43.2696118, -2.8929774
4. Archanda, 251 m  43°16′30″N 2°55′07″O / 43.2748647, -2.9186509
5. Zarandona, 234 m  43°16′39″N 2°55′47″O / 43.2776365, -2.9298253
6. San Bernabé, 225 m  43°17′11″N 2°57′12″O / 43.286392, -2.9532718
7. Elorriaga, 222 m  43°16′50″N 2°57′10″O / 43.2805478, -2.952734
8. San Roque, 219 m  43°16′50″N 2°54′57″O / 43.2806796, -2.9157591
9. Monte de las Cabras, 115 m  43°17′11″N 2°57′47″O / 43.2863866, -2.9631327